# Marek Halter

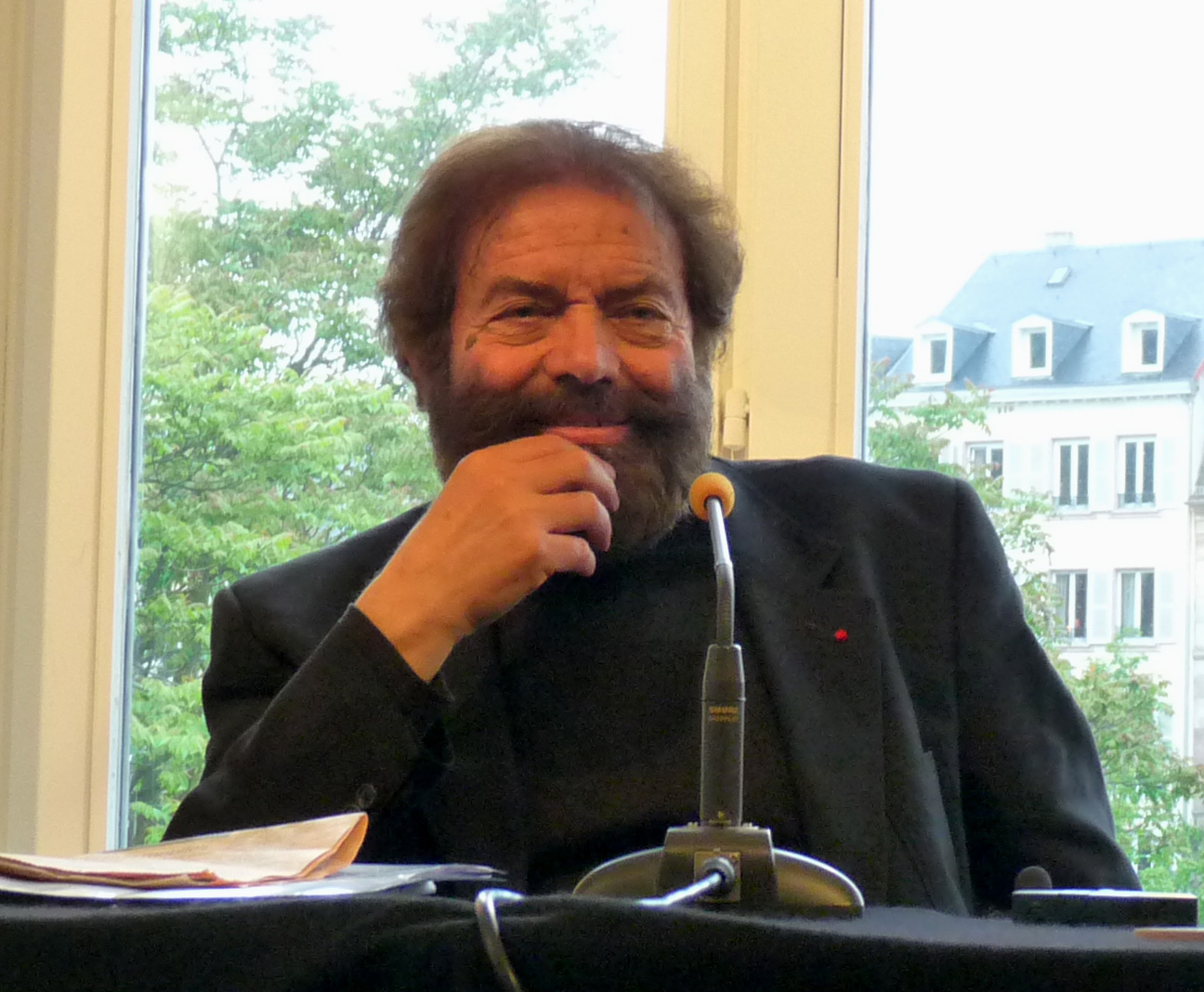
Marek Halter

Marek Halter är en fransk författare och människorättsaktivist. Han föddes i Polen, överlevde Warszawaghettot och flyttade till Frankrike 1950. Han har publicerat över tjugo böcker, romaner och essäer. Han har skrivit en trilogi om kvinnor i Bibeln, som har blivit en internationell bästsäljare. Halter har gjort en dokumentär i två delar om insatser för att rädda judar under andra världskriget. Han har grundat rörelsen SOS Racisme, som arbetar mot rasism och antisemitism i Frankrike. Han har mottagit Prix International de Peinture de Deauville.